# Dictionary of Australian Biography
Ne doit pas être confondu avec Australian Dictionary of Biography.
Le Dictionary of Australian Biography, publié en 1949, est un ouvrage de référence de Percival Serle contenant des informations sur des personnes notables associées à l'histoire australienne. Avec environ un millier d'entrées, il a fallu plus de vingt ans pour compléter le livre. Publié par Angus & Robertson, le dictionnaire a été compilé en deux volumes, volume 1 : AK; et volume 2 : LZ. 
Le livre contient 1 030 biographies d'australiens, ou de personnes ayant un lien étroit avec l'Australie, qui sont mortes avant la fin de 1942. Selon Serle dans sa préface :
« This date closed the first one hundred and fifty years of Australia's history, for although the first fleet arrived in January 1788, the first emigrant ship, the Bellona, did not come until January 1793. Until then Australia had been merely a dumping ground for convicts, but the arrival of free emigrants foreshadowed the founding of a nation. »
—  Pervical Serle, 1949
        
« Cette date clôt les cent cinquante premières années de l'histoire de l'Australie, car bien que la première flotte soit arrivée en janvier 1788, le premier navire d'émigration, le Bellona, n'est arrivé qu'en janvier 1793. Jusqu'alors, l'Australie n'avait été qu'une terre pour les condamnés, mais l'arrivée d'émigrants libres préfigurait la fondation d'une nation. »

## Format
La taille moyenne des biographies est d'environ 640 mots. Serle les a classés dans les douze groupes suivants : 
| Groupe | Groupe                                                       | Nombre de biographies |
| No.    | Nom                                                          | Nombre de biographies |
| ------ | ------------------------------------------------------------ | --------------------- |
| 1      | Armée et marine                                              | 10                    |
| 2      | Artistes, y compris architectes, acteurs et musiciens        | 130                   |
| 3      | Gouverneurs et administrateurs                               | 50                    |
| 4      | Avocats                                                      | 69                    |
| 5      | Hommes et femmes littéraires                                 | 137                   |
| 6      | Notoriétés                                                   | 17                    |
| 7      | Pionniers, explorateurs, pasteurs, hommes d'affaires         | 161                   |
| 8      | Les politiciens                                              | 174                   |
| 9      | Savants, philosophes, clergé                                 | 76                    |
| 10     | Scientifiques, y compris médecins, chirurgiens et ingénieurs | 140                   |
| 11     | Réformateurs sociaux, philanthropes, éducateurs              | 53                    |
| 12     | Hommes sportifs (joueurs de cricket et athlètes)             | 13                    |

Parmi les profils ci-dessus, le nombre de femmes incluses était de 42, soit 4 % des biographies. Quarante-sept pour cent des personnes figurant dans le livre sont nées en Angleterre, 27 % en Australie, 12 % en Écosse, 8 % en Irlande, 1 % au Pays de Galles et les 5 % restants viennent du reste du monde, dont 12 des États-Unis, 9 d'Allemagne et 6 de Nouvelle-Zélande.

## Autres ouvrages
Avant sa publication, parmi des ouvrages de référence australiens similaires, on peut citer :
- John Henniker Heaton (en), Australian Dictionary of Dates and Men of the Time, 1897
- David Blair, Blair's Cyclopaedia of Australasia, 1881 (lire en ligne)
- Philip Mennell (en), The Dictionary of Australasian Biography from the Inauguration of Responsible Government, 1892
- Fred Johns (en), Johns's Notable Australians, 1906 Later editions were published as Who's Who in Australia.
- Fred Johns (en), An Australian Biographical Dictionary, 1934
- The Australian Encyclopaedia, 1926

Par la suite, d'autres dictionnaires biographiques australiens ont été publiés, notamment l' Australian Dictionary of Biography de 1966 et le Who's Who in Australia.